# Institut for Kultur og Samfund
Institut for Kultur og Samfund (CAS) er et institut under Aarhus Faculty of Arts på Aarhus Universitet. Instituttet beskæftiger sig med forskning og undervisning i samspillet mellem kultur og samfund i tid og rum.
Instituttet samler en række stærke fagligheder som i dialog med hinanden og med samfundet finder nye svar på spørgsmål, som både kan være helt aktuelle og eviggyldige.
Instituttet består af en bred vifte af faggrupper, som giver mulighed for en belysning af kulturelle og sociale forhold fra mange forskellige vinkler: Antropologi (inkl. Human Security), Arkæologi (Forhistorisk, Middelalder og Renæssance), Asienstudier (Kinesisk, Japansk Sydøstasienstudier og Arabisk og Islamstudier), Filosofi og Idehistorie, Historie og Klassiske studier (Klassisk Arkæologi og Klassisk Filologi), Områdestudier Europa (inkl. International studies, European Studies og Østeuropastudier), Religionsvidenskab og Teologi.

## Afdelinger ved Institut for Kultur og Samfund
- Afdeling for Antropologi
- Afdeling for Arkæologi og Kulturarvsstudier
- Afdeling for filosofi og Idehistorie
- Afdeling for Globale Studier
- Afdeling for Historie og Klassiske Studier
- Afdeling for Religionsvidenskab
- Afdeling for Teologi

## Historie
Institut for Kultur og Samfund (CAS) blev oprettet ved Aarhus Universitet i 2011. Instituttet samler enheder fra de tidligere enheder: Institut for Antropologi, Arkæologi & Lingvistik, Institut for Historie og Områdestudier, Institut for Filosofi & Idehistorie, Institut for Sprog, Litteratur & Kultur samt Det Teologiske Fakultet.